# Аргинилглициласпарагиновая кислота
Аргинилглициласпарагиновая кислота (RGD-последовательность) — трипептид, состоящий из L-аргинина, глицина и L-аспарагиновой кислоты. В белке эта последовательность (RGD-последовательность или RGD-пептид) является распространённым элементом распознавания и белок-белкового взаимодействия клеточных белков. Интегрины клетки характеризуются наличием участком взаимодействия с RGD-пептидом. Свободный RGD-пептид часто используется в клеточной биологии и биотехнологии благодаря свойству специфически связываться с интегринами и, таким образом, ингибировать межклеточные связи.